# Cascades Jägala
Les cascades Jägala (en estonià, Jägala juga) són les majors cascades naturals d'Estònia (les cascades més altes d'Estònia són les cascades artificials de Valaste, de 30,5 metres).
Les cascades Jägala es troben en el curs inferior del riu Jägala, al municipi de Jõelähtme, al costat del llogaret de Jägala-Joa, a 25 km a l'est de Tallinn. Les cascades se situen a 3 km de la desembocadura del riu a la badia d'Ihasalu, al golf de Finlàndia.
Les cascades tenen una alçària d'entre 7,8 i 8,1 metres i una amplada de 50 metres. A causa de la força de l'aigua, la vora de pedra calcària retrocedeix 3 cm a l'any, per això s'ha creat una vall de 300 metres de llarg i una profunditat de 12 a 14 metres. El màxim volum d'aigua s'aconsegueix a la primavera i estiu, mentre que a l'hivern la cascada es congela.
En la llengua nativa, les cascades s'anomenaven Joarüngas. Probablement va ser un lloc de ritus precristians. Al voltant del 1240, es va instal·lar en el lloc un molí d'aigua del qual hi ha referències fins 1688. El 1917 es va instal·lar prop de la cascada una planta d'energia elèctrica i una planta de cel·lulosa, que van deixar de funcionar a finals de la Segona Guerra Mundial.
Les cascades salven el pas del riu des de l'altiplà d'Harju, al nord de la plana costanera del nord d'Estònia. L'altiplà d'Harju, format al cambrià, està composta per roques sedimentàries calcàries. En canvi, la plana es va formar a l'ordovicià. Aquest desnivell forma part del cingle anomenat Klint Bàltic, que va des de l'illa d'Öland (Suècia) fins a l'Óblast de Leningrad (Rússia). Als voltants de les cascades es poden trobar alguns fòssils, com els cefalòpodes.

## Galeria d'imatges

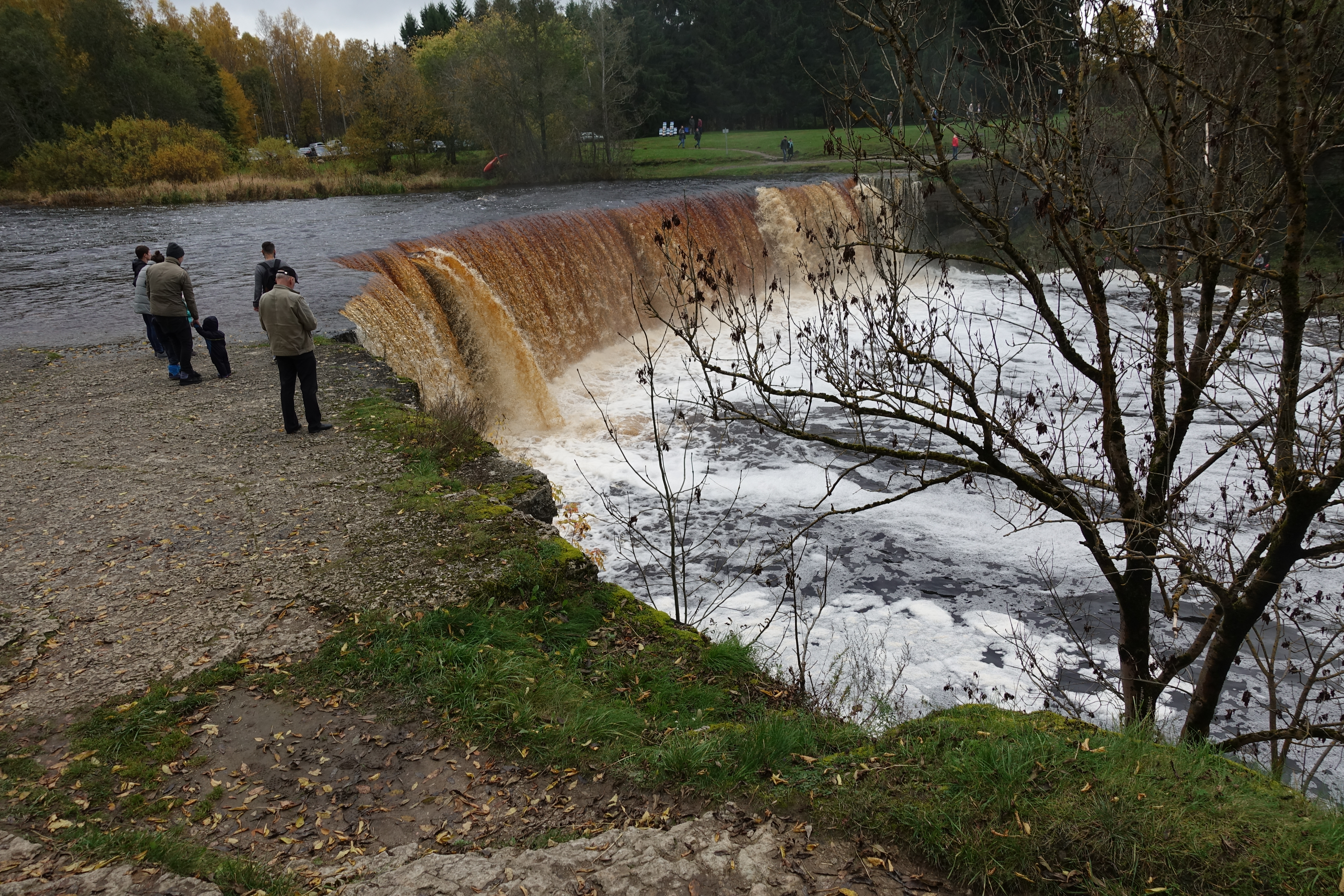
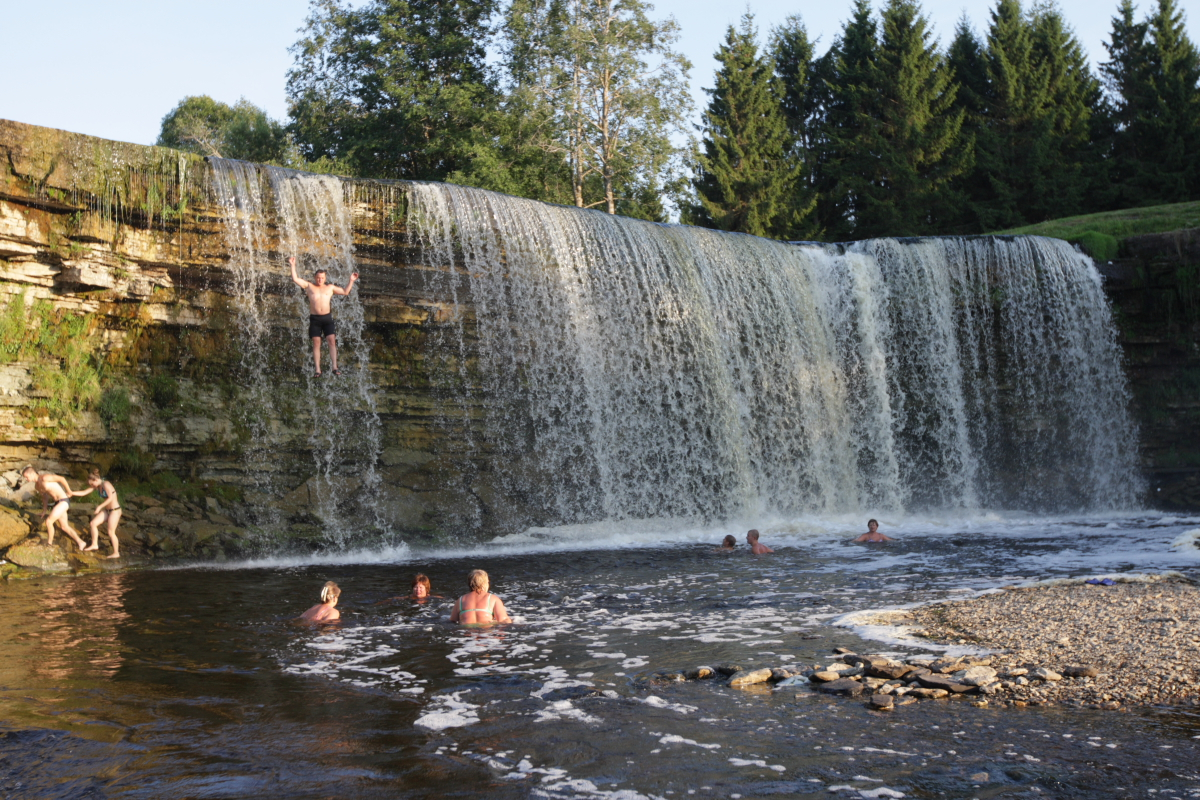
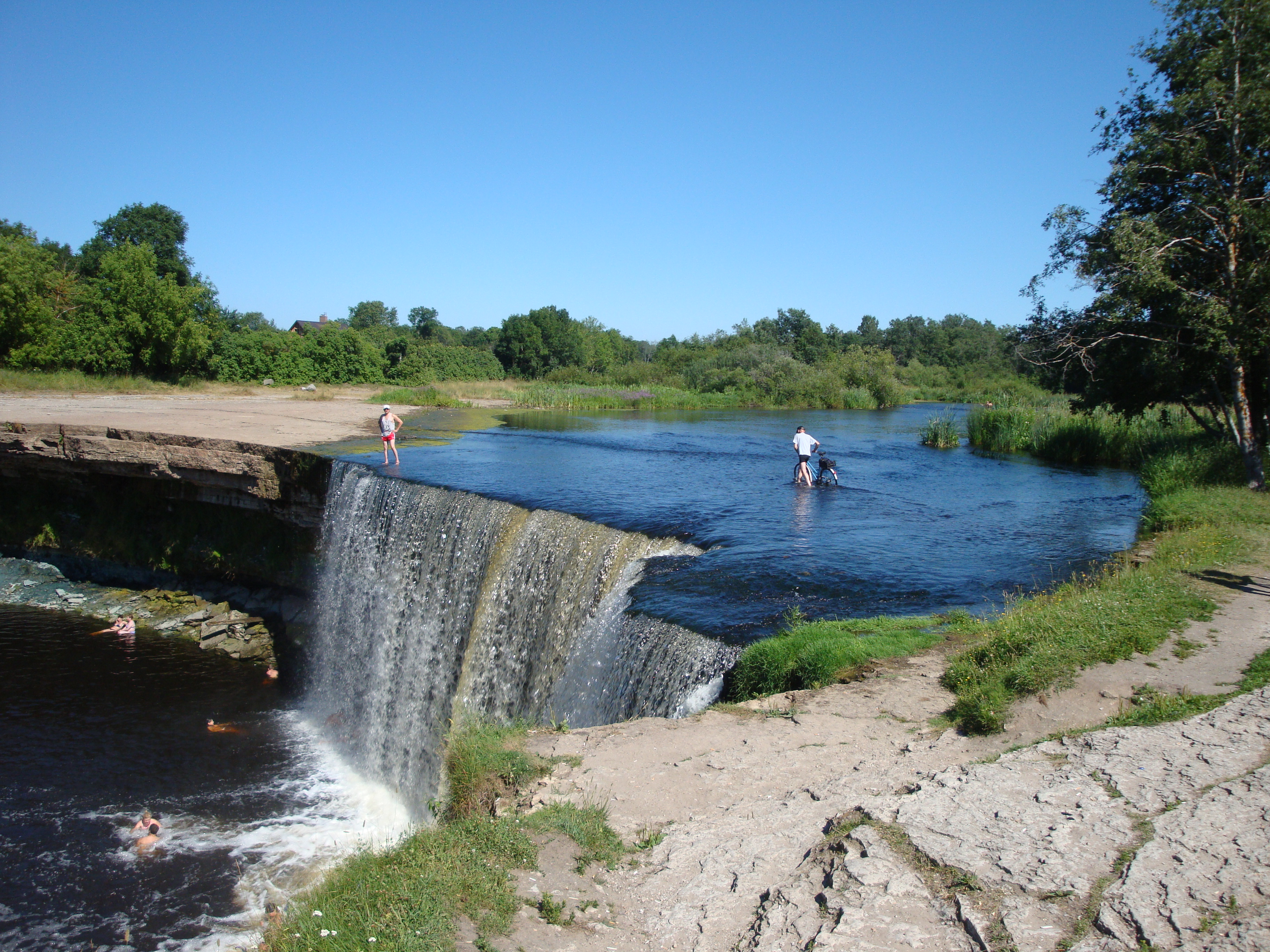
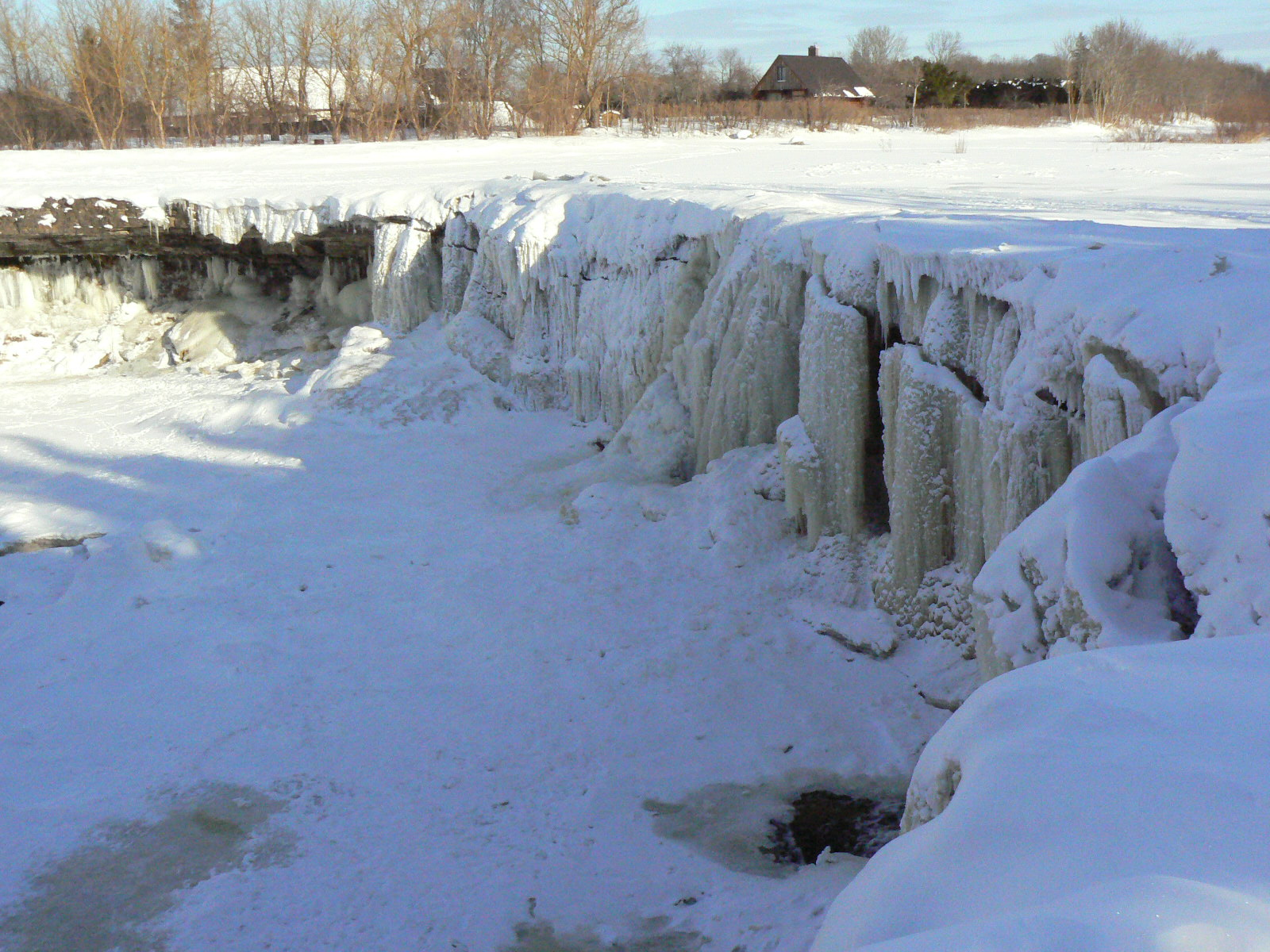